# Pavant
Pavant és un municipi francès situat al departament de l'Aisne i a la regió dels Alts de França. L'any 2007 tenia 767 habitants.

## Demografia

### Població
El 2007 la població de fet de Pavant era de 767 persones. Hi havia 286 famílies de les quals 66 eren unipersonals (27 homes vivint sols i 39 dones vivint soles), 77 parelles sense fills, 124 parelles amb fills i 19 famílies monoparentals amb fills.
La població ha evolucionat segons el següent gràfic:
Habitants censats

### Habitatges
El 2007 hi havia 339 habitatges, 285 eren l'habitatge principal de la família, 25 eren segones residències i 30 estaven desocupats. 320 eren cases i 19 eren apartaments. Dels 285 habitatges principals, 245 estaven ocupats pels seus propietaris, 34 estaven llogats i ocupats pels llogaters i 6 estaven cedits a títol gratuït; 2 tenien una cambra, 16 en tenien dues, 45 en tenien tres, 90 en tenien quatre i 132 en tenien cinc o més. 170 habitatges disposaven pel capbaix d'una plaça de pàrquing. A 109 habitatges hi havia un automòbil i a 136 n'hi havia dos o més.

### Piràmide de població
La piràmide de població per edats i sexe el 2009 era:
| Homes | Edats   | Dones |
| ----- | ------- | ----- |
| 0     | 95 o +  | 0     |
| 0     | 90 a 94 | 5     |
| 2     | 85 a 89 | 2     |
| 5     | 80 a 84 | 6     |
| 15    | 75 a 79 | 22    |
| 17    | 70 a 74 | 21    |
| 19    | 65 a 69 | 9     |
| 8     | 60 a 64 | 22    |
| 6     | 55 a 59 | 8     |
| 25    | 50 a 54 | 20    |
| 27    | 45 a 49 | 23    |
| 53    | 40 a 44 | 26    |
| 20    | 35 a 39 | 45    |
| 24    | 30 a 34 | 35    |
| 15    | 25 a 29 | 14    |
| 17    | 20 a 24 | 11    |
| 46    | 15 a 19 | 41    |
| 38    | 10 a 14 | 53    |
| 47    | 5 a 9   | 19    |
| 20    | 0 a 4   | 13    |

## Economia
El 2007 la població en edat de treballar era de 506 persones, 376 eren actives i 130 eren inactives. De les 376 persones actives 334 estaven ocupades (178 homes i 156 dones) i 42 estaven aturades (20 homes i 22 dones). De les 130 persones inactives 49 estaven jubilades, 48 estaven estudiant i 33 estaven classificades com a «altres inactius».

### Ingressos
El 2009 a Pavant hi havia 294 unitats fiscals que integraven 790 persones, la mediana anual d'ingressos fiscals per persona era de 18.608 €.

### Activitats econòmiques
Dels 15 establiments que hi havia el 2007, 7 eren d'empreses de construcció, 4 d'empreses de comerç i reparació d'automòbils, 1 d'una empresa d'hostatgeria i restauració, 1 d'una empresa immobiliària i 2 d'empreses de serveis.
Dels 6 establiments de servei als particulars que hi havia el 2009, 1 era un taller de reparació d'automòbils i de material agrícola, 1 paleta, 1 fusteria, 2 lampisteries i 1 empresa de construcció.
Dels 2 establiments comercials que hi havia el 2009, 1 era una botiga de menys de 120 m² i 1 una fleca.
L'any 2000 a Pavant hi havia 5 explotacions agrícoles.

## Equipaments sanitaris i escolars
El 2009 hi havia una escola elemental.

## Poblacions més properes
El següent diagrama mostra les poblacions més properes.